# 熊恩紱
熊恩紱（1733年—1786年），字隆輔，廣西省太平府永康州（今廣西壯族自治區扶綏縣）人，清朝政治人物。

## 生平
生於雍正十一年癸丑（1733年）。乾隆十七年，登進士，改翰林院庶吉士。后任直隸永安縣知縣，升任永平府知府。乾隆四十三年，升直隸霸昌道，再改大順廣兵備道。乾隆五十一年丙午（1786年），八卦教首領刘省过之子刘洪在山东传教被捕，教徒段文經發動劫獄，熊恩绂在此事件過程中被殺死。

## 家族
熊廣遠之子。有子熊方受、熊方懷、熊方訓。

## 延伸阅读
[在维基数据编辑]
 《清史稿/卷489》，出自趙爾巽《清史稿》